# Афарей (син Перієра)
Афарей (дав.-гр. Ἀφαρεύς) — персонаж давньогрецької міфології, цар Мессенії.

## Життєпис
Син міфічного царя Перієр та його дружини Горгофони. Разом зі своїм братом Левкіппом успадкував царство. Незважаючи на рівний статус Афарей був більш впливовим в державі. Заснував в Мессенії місто, яке назвав на честь своєї дружини Арене (доньки Ойбала, царя Спарти). Це місто стало столицею Мессенії.
Відомий своєю гостинність та щиросердністю. Надав прихисток Тіндарею, якого вигнав зі Спарти брат Гіппокоон. Також надав прихисток Нелею, якого було вигнано з Іолку, передавши приморську ділянку з містом пілос. Привітав також Ліка, сина Пандіона, якого брат Егей вигнав з Афін. За міфами саме Лік поширив в Мессенії культ Деметри.
Ше за життя втратив синів, що загинули в герці з братами Діоскуридами. Тому оголосив своїм спадкоємце Нелея.